# Irina Sustelo
Irina Sustelo (25 februari 1983) is een Belgische atlete van Portugese afkomst, die gespecialiseerd is in het hamerslingeren. Zij veroverde vier Belgische titels.

## Biografie
Sustelo begon op haar achtste met atletiek. In de jeugdjaren specialiseerde zich in het discuswerpen en het hamerslingeren. In 2001 nam ze als Portugese in het discuswerpen deel aan de Europese kampioenschappen U20. Ze werd uitgeschakeld in de kwalificaties. In 2005 veroverde ze een eerste Belgische titel in het hamerslingeren. Ook in 2006, 2008 en 2010 werd ze Belgisch kampioene.
Sustelo was aangesloten bij Elsene AC, Excelsior Sports Club (ESC) en Cercle Athletique Brabant-Wallon (CABW).

## Belgische kampioenschappen
| Onderdeel      | Jaar                   |
| -------------- | ---------------------- |
| hamerslingeren | 2005, 2006, 2008, 2010 |

## Persoonlijk record
| Onderdeel      | Prestatie | Datum       | Plaats   |
| -------------- | --------- | ----------- | -------- |
| hamerslingeren | 57,91 m   | 5 juli 2012 | Lissabon |
| discuswerpen   | 47,99 m   | 2000        |          |

## Palmares

### discuswerpen
- 2001: 15e kwalificaties EK U20 – 40,44 m

### hamerslingeren
- 2005:  BK AC – 51,34 m
- 2006:  BK AC – 54,29 m
- 2007:  BK AC – 52,06 m
- 2008:  BK AC – 57,25 m
- 2009:  BK AC – 49,23 m
- 2010:  BK AC – 56,05 m
- 2012:  BK AC – 53,95 m
- 2013:  BK AC – 52,15 m